# Уэйатлако
Уэйатла́ко (исп. Hueyatlaco) — археологический памятник в долине Вальсекильо (Valsequillo) в Мексике, в нескольких километрах к югу от г. Пуэбла-де-Сарагоса.
Здесь в ходе археологических раскопок, проводившихся в 1962 и 1973 годах, было выявлено пять мест, где была обнаружена древняя стоянка и кости убитых животных — предполагаемый результат деятельности группы древних охотников. Здесь обнаружены многочисленные каменные инструменты — наконечники, скребки и другое.

## Вопрос о датировке
Руководитель раскопок, Синтия Ирвин-Уильямс, относила стоянку к периоду от 30 тыс. до 11,5 тыс. лет назад, причём если нижняя граница хорошо согласуется с датировкой древнейших палеоиндейских культур, то верхняя превышает почти на 20 тыс. лет гипотетическую датировку переселения человека в Америку в эпоху позднего плейстоцена.
Современные генетические данные говорят о том, что гаплогруппы митохондриальных ДНК, присутствующие у современных индейцев, образовались не ранее 20 тыс. лет назад, а мутация, приведшая к форме зубов, характерной для жителей Восточной Азии и индейцев, является ещё более поздней — около 12 тыс. лет назад.
В 1967 г. директор Национального института антропологии и истории Мексики, Хосе Лоренсо, оспорил аутентичность некоторых из артефактов, найденных в Уэйатлако: по его мнению, они были подброшены археологами в раскоп. Синтия Ирвин-Уильямс в нескольких публикациях отвергла его критику. Независимо от неё о корректности проведения раскопок заявили и другие археологи.
Проведённый в 1969 г. радиоуглеродный анализ обнаруженных при раскопках окаменелостей привёл к ещё более древним датам, чем предполагала Ирвин-Уильямс. Последняя отметила, что при отсутствии корреляции со стратиграфическими маркерами с других территорий, говорить о корректности данной датировки преждевременно.
По мнению археологов Вирджинии Стин-Макинтайр и Гарольда Мэлда, возраст артефактов, обнаруженных при раскопках, составляет не менее 250 тыс. лет; однако, радиоуглеродный метод неточен для датирования таких древних артефактов. 

Были попытки датировать стратиграфические слои за счёт ископаемых диатомовых водорослей, найденных в тех же слоях. 
При этом, согласно общепринятым и археологически подтверждённым гипотезам древних миграций людей — 250 тыс. лет назад предки людей современного типа ещё не покидали пределов Африки, а следов пребывания неандертальцев, денисовцев, существовавших в то время в Евразии, или ещё более древних эректусов — на территории Америки не найдено.